# Super Star Wars: Return of the Jedi
Super Star Wars: Return of the Jedi est un jeu vidéo d'action de type run and gun développé par Sculptured Software et distribué sur Super Nintendo en 1994,,,,,,. Il s'agit de l’adaptation du film Star Wars, épisode VI : Le Retour du Jedi. Le jeu est porté sur Game Boy et Game Gear.

## Système de jeu
Le joueur peut incarner Luke Skywalker, Han Solo, Chewbacca, Leïa Organa ou l'ewok Wicket et doit affronter les Stormtroopers mais aussi toutes sortes de monstres de l'univers Star Wars tout en traversant les décors du film reproduits avec esthétisme : les différents salles du palais de Jabba (l'entrée, le hall, les cachots et l'antre du Rancor), les barges de Jabba, la forêt d'Endor, le village des ewoks, la base impériale sur Endor et sa plateforme d'atterrissage, le bunker du générateur de force, la tour de l'Empereur, la salle du trône ainsi que l'orbite de l’Étoile de la Mort pour les batailles spatiales et le tunnel menant au générateur.
La plupart des niveaux se terminent par un boss : soit un monstre ou un vaisseau inventé pour les besoins du jeu, soit un des méchants de la saga (le Rancor, Bib Fortuna, Jabba le Hutt, Dark Vador ou l'Empereur Palpatine).
Dans certains niveaux le joueur peut aussi piloter les véhicules importants du film (le Faucon Millénium, le X-Wing et le Speederbike). Dans ces niveaux, le joueur devra surtout détruire des chasseurs TIE ou des stormtrooper sur moto-jets.
Chaque personnages à ses compétences : Luke utilise le sabre laser et ses pouvoirs de jedi (léviter, geler ses ennemis, devenir invisible ou régénérer sa barre de vie), Han Solo son blaster et des grenades, Chewbacca a un fusil et peut tuer en faisant de puissants moulinets avec ses bras. Wicket se sert de son arc et de ses flèches. Leïa change d'armes et de tenue à chaque niveau : elle utilise le blaster pendant la Bataille d'Endor ; un bâton de combat dans le palais de Jabba (lorsqu'elle est déguisée en chasseur de primes) et ses chaines d'esclave sur la barge de Jabba.

## Accueil
- Famicom Tsūshin 23/40[8]
- Consoles + : 82%[9]
- Electric Playground 7/10[10]

## Postérité
Super Star Wars: Return of the Jedi est réédité en 2009 sur Wii CV